# Khaling
Le khaling (en khaling kʰɛ̂l brâː ख्या:ल् ब्रा:, en népali खालिङ भाषा) est une langue kiranti parlée principalement dans le district de Solukhumbu, au Népal. C'est l'une des rares langues kiranti comportant des contrastes tonaux.
La morphologie verbale du khaling a un système complexe d'alternances radicales : dix radicaux sont ainsi identifiés par Jacques et al. (2012). C'est également l'une des rares langues au monde, avec le crow, à avoir un démonstratif auditif,.

## Phonologie
| i iː | ʉ ʉː | u uː |
| e eː | ɵ ɵː | o oː |
| ɛ ɛː | ʌ    | oɔ   |
| a aː |      |      |

|                 | Bilabial | Bilabial | Alvéolaire | Alvéolaire | Palatal | Palatal | Vélaire | Vélaire | Glotal | Glotal |
| --------------- | -------- | -------- | ---------- | ---------- | ------- | ------- | ------- | ------- | ------ | ------ |
| Occlusif        | p        | b        | t          | d          |         |         | k       | ɡ       |        |        |
| Occlusif aspiré | pʰ       | bʰ       | tʰ         | dʰ         |         |         | kʰ      | ɡʰ      |        |        |
| Nasal           | m        | m        | n          | n          |         |         | ŋ       | ŋ       |        |        |
| Fricatif        |          |          | s          | s          |         |         |         |         | ɦ      | ɦ      |
| Affriqué        |          |          | ts         | dz         |         |         |         |         |        |        |
| Affriqué aspiré |          |          | tsʰ        | dzʰ        |         |         |         |         |        |        |
| Spirant         | w        | w        | l          | l          | j       | j       |         |         |        |        |
| Roulé           |          |          | r          | r          |         |         |         |         |        |        |

## Morphologie verbale
Le khaling comporte quatre classes principales de verbes: simples, intransitifs, transitifs, t-transitifs et réfléchis. Il existe également des verbes composés comprenant deux radicaux conjugués.
Il convient de commencer l'exposé de la morphologie verbale de cette langue par les verbes intransitifs, dont le paradigme comporte moins de formes.

### Conjugaison intransitive
Les caractéristiques principales de la morphologie verbale du khaling peuvent être illustrées à partir du paradigme suivant, du verbe |sop| « être rassasié » au non-passé (données de Jacques et al. 2012:1102). Les verbes intransitifs indexent un argument, et distinguent, comme les pronoms, singulier, duel et pluriel, ainsi que l'opposition entre inclusif et exclusif pour le duel et le pluriel de la première personne.
Dans ce paradigme, la forme de première personne duelle inclusive est toujours identique à celle du troisième personne duel, et ne diffère de la seconde duelle que par le préfixe ʔi-.
Le sujet du verbe intransitif est indexé par une combinaison de suffixes, d'un préfixe (ʔi-, à la deuxième personne) et d'alternances morphologiques. On note dans le cas du verbe |sop| « être rassasié » un thème fort à consonne finale nasalisée soɔ̂m- à la 1sg, 2pl et 3pl (formes pourvues d'une suffixe à consonne nasale initiale), d'une thème faible sɵp- au duel et d'un thème fort non-nasalisé soɔp- aux 1pl, 2sg et 3sg.
| 1sg      | soɔ̂m-ŋʌ    |
| 1du.incl | sɵp-i      |
| 1du.excl | sɵp-u      |
| 1pl.incl | soɔp-ki    |
| 1pl.excl | soɔp-kʌ    |
| 2sg      | ʔi-soɔ̂p    |
| 2du      | ʔi-sɵp-i   |
| 2pl      | ʔi-soɔ̂m-ni |
| 3sg      | soɔ̂p       |
| 3du      | sɵp-i      |
| 3pl      | soɔ̂m-nu    |

Lorsque les obstruentes finales de racine s'assimilent en nasalité, elles développent un ton tombant; c'est l'une des origines des tons en khaling. Avec les verbes en -t final toutefois, les règles d'assimilation diffèrent légèrement de celles observées ci-dessus. Le verbe |kʰot| « aller » (données dans Jacques et al. 2012:1113) a en effet quatre thèmes distincts au non-passé, soit un de plus que |sop| : il y a un thème faible kʰɵts- qui a la même distribution que sɵp- dans le paradigme ci-dessus, et trois thèmes forts: kʰoɔ̂j- (en finale de mot ou suivi du suffixe -ŋʌ), kʰoɔç- (avant les suffixes en occlusive non-dentale) et kʰoɔ̂n- (avant les suffixes en nasale autre que ŋ).  
| 1sg      | kʰoɔ̂j-ŋʌ    |
| 1du.incl | kʰɵts-i     |
| 1du.excl | kʰɵts-u     |
| 1pl.incl | kʰoɔç-ki    |
| 1pl.excl | kʰoɔç-kʌ    |
| 2sg      | ʔi-kʰoɔ̂j    |
| 2du      | ʔi-kʰɵts-i  |
| 2pl      | ʔi-kʰoɔ̂n-ni |
| 3sg      | kʰoɔ̂j       |
| 3du      | kʰɵts-i     |
| 3pl      | kʰoɔ̂n-nu    |

Ces deux cas illustrent le fait que d'une classe de conjugaison à l'autre, le nombre et la distribution des thèmes peuvent varier. 

### Conjugaison transitive
Les verbes transitifs du Khaling indexent à la fois le sujet et l'objet. Le tableau suivant présente les formes du verb |lop| "attraper" avec un objet de 3sg:
| 1sg      | lob-u      |
| 1du.incl | lɵp-i      |
| 1du.excl | lɵp-u      |
| 1pl.incl | loɔp-ki    |
| 1pl.excl | loɔp-kʌ    |
| 2sg      | ʔi-lɵ̄:b-ʉ  |
| 2du      | ʔi-lɵp-i   |
| 2pl      | ʔi-loɔ̂m-ni |
| 3sg      | lɵ̄:b-ʉ     |
| 3du      | lɵ̂:p-su    |
| 3pl      | lɵ̂:p-nu    |